# Campoplex rossicus
Campoplex rossicus är en stekelart som beskrevs av Horstmann och Yu 1999. Campoplex rossicus ingår i släktet Campoplex och familjen brokparasitsteklar. Inga underarter finns listade.